# العمارة العليا (مذيخرة)

تعديل مصدري - تعديل

العمارة العليا محلة تابعة لقرية السهلة، التابعة لعزلة مذيخرة بمديرية مذيخرة إحدى مديريات محافظة إب في الجمهورية اليمنية.، بلغ تعداد سكانها 82 حسب تعداد اليمن لعام 2004.